# ペントハウス (映画)
『ペントハウス』（原題: Tower Heist）は、ブレット・ラトナー監督による2011年のクライムアクションコメディ映画である。

## あらすじ
ニューヨーク・マンハッタンの超一等地にそびえ立つ、全米一の最高級マンション「ザ・タワー」。タワーの管理マネージャーであるジョシュにとって、最上階のペントハウスで優雅に暮らす大富豪アーサー・ショウは、憧れの存在だった。しかしある日、20億ドルの横領疑惑でショウはFBIに逮捕されてしまう。しかも、ショウはタワーの従業員の年金までも横領していた事実が判明する。怒りに燃えるジョシュは、幼馴染の泥棒スライドを誘って、仲間とともにショウから金を取り返そうと考える。

## キャスト
※括弧内は日本語吹替
- ジョシュ・コヴァクス - ベン・スティラー（檀臣幸）： 「ザ・タワ－」の管理マネージャー。
- スライド - エディ・マーフィ（山寺宏一）： 泥棒。ジョシュに助っ人を頼まれる。
- チャーリー・ギブス - ケイシー・アフレック（逢笠恵祐）： 「ザ・タワ－」のコンシェルジュ。ジョシュの義理の弟。
- アーサー・ショウ - アラン・アルダ（玉野井直樹）： 「ザ・タワ－」のペントハウスに住む大富豪。多額の証券詐欺を働いていた罪で逮捕される。
- Mr.フィッツヒュー - マシュー・ブロデリック（村治学）： 「ザ・タワ－」の住人。ウォール街で働いていたが破産してしまった。
- クレア・デナム - ティア・レオーニ（藤貴子）： FBI捜査官。ショウを逮捕する。
- エンリケ・デヴロー - マイケル・ペーニャ（後藤ヒロキ）： 「ザ・タワ－」の新人エレベーターボーイ。陽気で軽い性格。
- オデッサ・モンテロ - ガボレイ・シディベ（薬丸夏子）： 「ザ・タワ－」のメイド。
- Mr.サイモン - ジャド・ハーシュ： 「ザ・タワ－」の総支配人。
- レスター - スティーヴン・マッキンレー・ヘンダーソン（かぬか光明）： 「ザ・タワ－」のドアマン。従業員や住人から慕われる老人。
- メイジン - ジェリコ・イヴァネク： FBI局長。
- サシャ・ギブス - ジェシカ・ゾア： ジョシュの妹でチャーリーの妻。
- ラモス判事 - ロバート・ダウニー・シニア
- 裁判所の警備員 - ヘヴィ・D： カメオ出演

## 製作

### 企画
『ペントハウス』のアイデアは2005年初め、エディ・マーフィがプロデューサーのブライアン・グレイザーとブレット・ラトナーに、クリス・タッカー、ケヴィン・ハート、デイヴ・シャペル、トレイシー・モーガン、マーティン・ローレンスら黒人オールスターキャストがドナルド・トランプとトランプ・タワーに強盗を仕掛けるという内容で企画がスタートした。映画は元々はこのコンセプトの下で『Trump Heist』という題がつけられていた。脚本はアダム・クーパーとビル・コラージュによって5年をかけて執筆され、その後ラッセル・ジェウィルス、ローソン・マーシャル・サーバー、テッド・グリフィン、レスリー・ディクソン、ノア・バームバック、ジェフ・ナサンソンにより書き直された（最終的にナサンソンとグリフィンが脚本クレジットに残った）。
脚本を書きなおすにつれ、徐々にコメディアンのアンサンブルから2人のキャラクターに焦点を当てた物語へと移った。またその頃エディ・マーフィは降板した。書き直された脚本は、かつてラトナーが『ラッシュアワー2』を監督するために降板した『オーシャンズ11』のリメイクのような内容であった。
プロジェクトは数年に渡って推移し、ラトナーは『サブウェイ・パニック』、『ショーン・コネリー/盗聴作戦』を含む1970年代の強盗映画を楽しみ、彼は本作を監督するために『モンスター上司』を含む他の作品を降りた。ラトナーはエディ・マーフィと働きたかったと主張した。マーフィは脚本が完成し、スティラーの参加が決まったころにプロジェクトに復帰した。マーフィはグレイザーやキム・ロスと共にプロデューサーも兼任する。2010年10月末、公開日が2011年11月4日に決まった。

### 脚本執筆
オリジナルのコンセプトが余りにも『オーシャンズ11』に近いと感じたラトナーは『ラッシュ・アワー』のナサンソンを脚本に起用しようと考えたが、その時点ではできなかった。ラトナーは代わりに『オーシャンズ11』の脚本家だったグリフィンを雇った。グリフィンは「コンセプトにリアルな動機づけと心臓を持ちこみ」、リッチなドナルド・トランプ上でのアンサンブルの強盗を展開する前提ではなく、その代わりに、彼らの年金を横領したバーナード・マドフのようなビジネスマンに雇われるブルーカラーの従業員に焦点を当てた。ラトナーはそのピッチを気に入り、彼の承認を得たそれをグライザーに見せた。スティラーが脚本を読み、プロジェクトに参加すると、ラトナーはノア・バームバックにスティラーのキャラクターを書きなおさせた。ナサンソンもプロジェクトに乗り込み、2010年10月にグリフィンの脚本の最終的な書き直しを行い、「生涯と複雑さとキャラクターの特異性」を追加した。

### 撮影
2010年11月に8500万ドルの製作費（戻し減税後に7500万ドル）でニューヨークで撮影が開始された。プロダクションデザイナーのクリスティ・ズィーは、タワーとショウのペントハウスの贅沢な環境に組み込む美術を研究するためにいくつかの高級ホテルや高層住宅を訪問した。ズィーはタワーの洗練されたロビーのデザインを作成するために研究中に見たの要素と融合させた。ショウのペントハウスはコロンバスサークルセントラル・パーク・ウエストのトランプ・インターナショナル・ホテル・アンド・タワーの最上階からインスピレーションを得ている。ズィーはラトナーが提案した特定の芸術作品に基づいて、ショウの実態を表現するための作品をアパートに持ち込んだ。ズィーはパブロ・ピカソ、フランシス・ベーコン、サイ・トゥオンブリー、アンディ・ウォーホルなどの芸術家によるモダンクラシックの再制作デザインを使用することを決めた。

### 音楽
サウンドトラックはクリストフ・ベックが手掛けた。『Tower Heist Original Motion Picture Soundtrack』は2011年11月1日にヴァレーズ・サラバンド・レコーズより発売された。全22トラック40分である。
| #         | タイトル                     | 作詞      | 作曲・編曲 | アーティスト       | 時間 |
| --------- | ---------------------------- | --------- | ---------- | ------------------ | ---- |
| 1.        | 「Theme From Tower Heist」   |           |            | クリストフ・ベック | 3:30 |
| 2.        | 「Code Black」               |           |            | クリストフ・ベック | 2:52 |
| 3.        | 「Shawnfrontation」          |           |            | クリストフ・ベック | 2:07 |
| 4.        | 「The Germ」                 |           |            | クリストフ・ベック | 1:55 |
| 5.        | 「Lester's Loss」            |           |            | クリストフ・ベック | 0:58 |
| 6.        | 「My Little Bitch」          |           |            | クリストフ・ベック | 1:28 |
| 7.        | 「Macy's Day」               |           |            | クリストフ・ベック | 2:45 |
| 8.        | 「The Marshall Swindle」     |           |            | クリストフ・ベック | 1:09 |
| 9.        | 「Right at Rikers」          |           |            | クリストフ・ベック | 0:44 |
| 10.       | 「Fifty Dollar Thrift Lift」 |           |            | クリストフ・ベック | 1:55 |
| 11.       | 「The Charlie Deception」    |           |            | クリストフ・ベック | 0:55 |
| 12.       | 「We Go On Snoopy」          |           |            | クリストフ・ベック | 3:00 |
| 13.       | 「Courthouse Con」           |           |            | クリストフ・ベック | 1:50 |
| 14.       | 「Grand Theft Auto」         |           |            | クリストフ・ベック | 3:22 |
| 15.       | 「Gonna Call Ralph」         |           |            | クリストフ・ベック | 1:06 |
| 16.       | 「Strong Box Situation」     |           |            | クリストフ・ベック | 0:58 |
| 17.       | 「Shaft Fail」               |           |            | クリストフ・ベック | 0:48 |
| 18.       | 「Odessa's Cake」            |           |            | クリストフ・ベック | 1:39 |
| 19.       | 「Arrested」                 |           |            | クリストフ・ベック | 0:53 |
| 20.       | 「Shawstafari」              |           |            | クリストフ・ベック | 2:42 |
| 21.       | 「Gold Rush」                |           |            | クリストフ・ベック | 2:09 |
| 22.       | 「End Titles」               |           |            | クリストフ・ベック | 1:29 |
| 合計時間: | 合計時間:                    | 合計時間: | 40:00      |                    |      |

## 公開
ワールド・プレミアは2011年10月24日にニューヨーク市のジーグフリード映画館で行われた。

### 興行収入
アメリカ合衆国とカナダ
公開前のアメリカ合衆国での観客調査では、全年齢層の男性、次いで高齢の女性から関心を持たれていた。ユニバーサル・ピクチャーズはオープニング成績は2500万ドルから3000万ドルになると予想した。
アメリカ合衆国とカナダでは3367館で封切られた。深夜上映で85000ドル、金曜初日全体で8万5000ドルを売り上げ、同日の興行収入1位となった。本作は週末興行収入でも1位になると予想されていたが、土曜日の成績は1050万ドルで『長ぐつをはいたネコ』（1530万ドル）に劣っていた。週末3日間では約2400万ドルの売り上げであり、『長ぐつをはいたネコ』（3400万ドル）に次いで初登場2位であった。そのときの観客の70%は25歳以上、27％が50歳以上で、56%が男性だった。またオープニングの観客の48%が白人、21%がアフリカ系アメリカ人、21%がヒスパニックだった。
北米外
2011年11月2日にイギリス、2011年11月4日にはスペイン、香港、インドを含む23カ国1948劇場で公開された。所週末には950万ドルを売り上げた。最も高いのはイギリス（230万ドル、416劇場、3位）、次いでスペイン（160万ドル、300劇場、2位）だった。

### 批評
批評家には概ね肯定的な評価を受け、Rotten Tomatoesでは175件のレビュー中68%が支持し、「フレッシュ」となった。Metacriticでは39の媒体でスコアは59/100となった。CinemaScoreに観客調査ではA+からFまでの範囲で「B」判定となった。

### 受賞歴
| 年   | 賞                      | 部門       | 対象             | 結果   | 出典   |
| ---- | ----------------------- | ---------- | ---------------- | ------ | ------ |
| 2012 | NAACPイメージ・アワード | 作品賞     | 『ペントハウス』 | 未決定 | [ 36 ] |
| 2012 | NAACPイメージ・アワード | 主演男優賞 | エディ・マーフィ | 未決定 | [ 36 ] |

### ビデオ・オン・デマンドへのボイコット
2011年10月5日、ユニバーサル・ピクチャーズは『ペントハウス』の劇場公開から3週間後にコムキャストのビデオ・オン・デマンドシステムを用いて59.99ドルで家庭用レンタルすると発表した。これはアトランタとポートランドで実施されるテストケースとして発表された。この動きにより、チケットの売り上げに影響を与えるという懸念から映画館チェーンからの批判を受けた。後日、合衆国で3番目に大きい映画館チェーンであるシネマーク・シアターズが、ユニバーサルがテストを進めているあいだは本作を上映しないと発表した。2011年10月11日、ギャラクシー・シアター、リージェンシー・シアターを含む独立系の劇場もボイコットを宣言した。さらに後日には950スクリーンを持つナショナル・アミューズメント劇場チェーンが加わった。これによりユニバーサル・ピクチャーズは予定していたテストを中止するという声明を発表した。